# Scales Mound (Illinois)
Scales Mound – wieś w Stanach Zjednoczonych, w stanie Illinois, w hrabstwie Jo Daviess.